# Scettro di cristallo

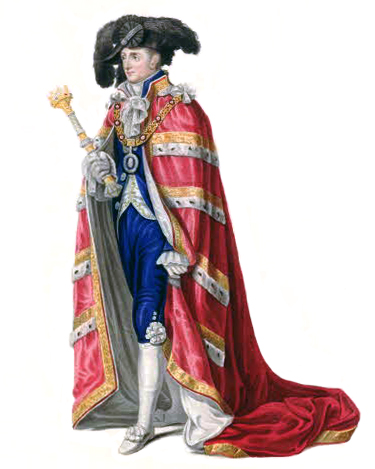
Il Lord Mayor di Londra con lo scettro di cristallo, 1821

Lo scettro di cristallo (in inglese: Crystal Sceptre; a volte descritto come una mazza) fa parte delle regalia del Lord Mayor di Londra. Fu donato alla Città di Londra dal re Enrico V in cambio di aver fornito al re 10.000 marchi (£ 6.666) per finanziare una guerra in Francia nel 1415, quando il suo esercito catturò Harfleur e vinse la battaglia di Azincourt.

## Descrizione
Lo scettro misura 17 pollici (43 cm) di lunghezza, con un'asta di quarzo incisa con scanalature elicoidali, in due parti, montata con oro e perle. In cima c'è una corona d'oro con decorazioni alternate di gigli e croci, montata con gioielli tra cui spinello rosso afgano, zaffiri blu di Ceylon e perle del Golfo Persico. All'interno del cerchietto della corona c'è un dipinto su pergamena delle armi reali d'Inghilterra adottato nel 1406, che divide in quarti tre gigli per la Francia con tre leoni per l'Inghilterra. La corona potrebbe essere stata adattata da una scultura religiosa della Vergine Maria. L'altra estremità ha un grande borchia di vetro.

## Storia
Lo scettro fu probabilmente realizzato a Parigi, intorno al 1380-1420, e donato alla Città di Londra tra il 1415 e il 1421: fu raffigurato mentre era tenuto dal Lord Mayor di Londra in un dipinto dell'incoronazione della regina Caterina di Valois nel febbraio 1421. Un raro oggetto d'oro medievale sopravvissuto fino ai giorni nostri, fu nascosto durante il Commonwealth e tenuto al sicuro dal Lord Mayor Sir Thomas Bloodworth durante il grande incendio di Londra nel 1666. Il bosso di vetro fu sostituito dai gioiellieri Rundell, Bridge & Rundell negli anni '30 dell'Ottocento.
Lo scettro è conservato nei caveau della città e di solito viene visto in pubblico solo all'incoronazione di un monarca. È uno degli oggetti simbolici (scettro, spada, borsa, sigillo) che vengono toccati durante l'annuale cerimonia silenziosa per l'insediamento di un nuovo Lord Mayor ogni novembre, ma rimane nella sua scatola protettiva per tutto il tempo.
Lo scettro è stato esposto al pubblico per la prima volta nel 2015, presso la Guildhall Art Gallery.